# Baronesa de Macumer
A baronesa de Macumer é uma personagem de ficção da Comédia Humana de Honoré de Balzac. Ela é filha do duque de Chaulieu.
Nascida Louise de Chaulieu em 1805, aparece pela primeira vez no romance Mémoires de deux jeunes mariées, em 1823 em sua saída do convento das carmelitas de Blois, de onde escreve à sua amiga Renée de Maucombe, para anunciar-lhe que está livre. Sua avó, a princesa de Vaurémont, deixa-lhe sua fortuna. Louise se instala nos antigos apartamentos que ocupava na mansão de Chalieu.
Logo em seguida ela é "apresentada ao mundo" e encontra Felipe, barão de Macumer, que se apresenta com o nome de Felipe Henarez. Ela se casa com ele em 1825. O casamento é realizado com um contrato incluindo cláusulas financeiras.
Tem inveja da felicidade de sua amiga de infância, Renée de Maucombe, que teve um filho. Viúva em outubro de 1829, ela é citada pela duquesa de Grandlieu, mãe de Clotilde, como um exemplo a não ser seguido quando se casa com o poeta Marie Gaston em 1833. Amiga de Madame Firmiani, ela é frequentemente citada em Beatrix. Vai morar em Ville d'Avray com seu marido, mas crê que ele a engana com outra, e se suicida em 1835.